# 開閉器

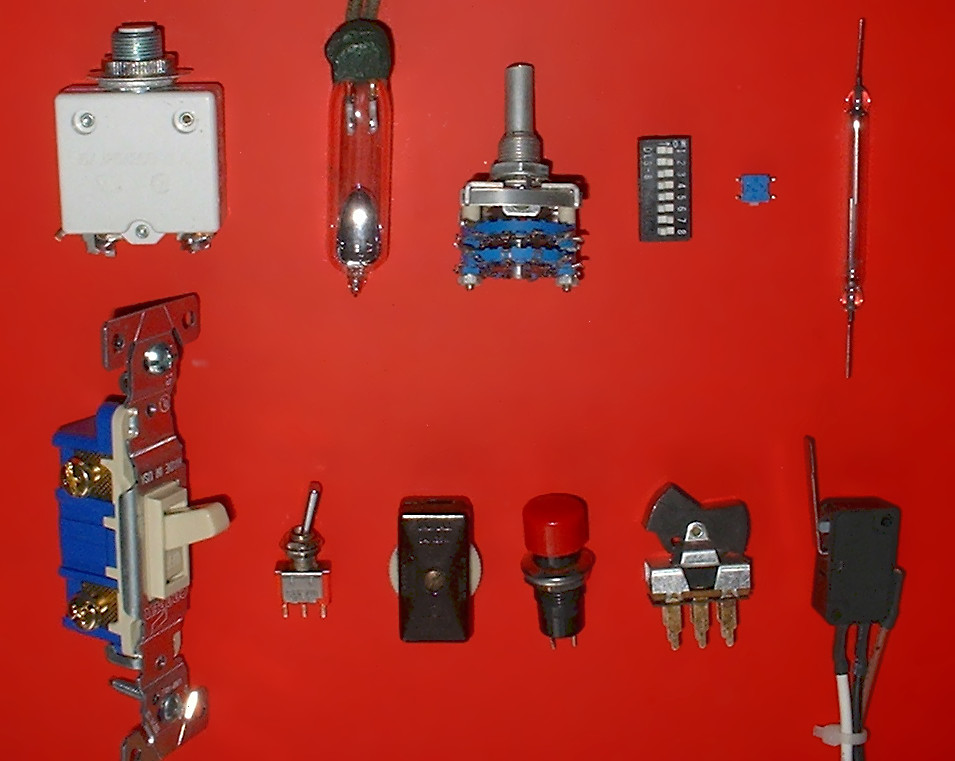
スイッチの例
左上から時計回りにラッチングスイッチ、水銀スイッチ、ロータリースイッチ、ディップスイッチ、表面実装スイッチ、リードスイッチ、リミットスイッチ、ロッカースイッチ、押しボタンスイッチ、インラインスイッチ、トグルスイッチ、壁スイッチ（米国内用）

開閉器（かいへいき）またはスイッチ（英: switch）は、電力回路・電力機器の正常動作時の電路を開閉（on/off）する電力機器である。慣用的には、電力回路・電力機器に用いる大型のものを開閉器、電子機器に用いる小型のものをスイッチと呼ぶことが多い。

## 概要
電気回路をつなげるような開閉器の動作を「入れる」・「オン（に）する」・「閉じる」・「投入する」・「クローズ（にする）」という。逆に、電気回路を断ち切るような開閉器の動作を「切る」・「オフ（に）する」・「開く」・「開放する」・「オープン（にする）」ということが多い。
単にオン・オフする以外にも、共通の端子から2つの端子のどちらかに切り替える、単極双投というものがある。

## 開閉器

### 仕様
- 定格電圧
- 定格電流
- 定格開閉電流
  - 負荷電流
  - 励磁電流
  - 充電電流
- 定格投入電流
- 定格短時間耐電流
- 電気的寿命
- 機械的寿命
- 絶縁階級
- 定格制御電圧
- 定格制御電流

### 操作方法
- 引外し方式
  - 直流電圧引外し方式
  - コンデンサ引外し方式
  - 過電流引外し方式
  - 不足電圧引外し方式

### 種類

#### 高圧交流負荷開閉器 (LBS)
- 区分開閉器
  - 柱上設置： PAS (Pole mounted Air Switch), PGS (Pole mounted Gas Switch)
  - 地中線引込： UGS (Underground Gas Switch), UAS (Underground Air Switch)
    - 地絡トリップ形区分開閉器（GR付PAS, PGS, UGS, UAS）
    - 過電流蓄勢トリップ付き地絡トリップ形区分開閉器（SOG付PAS, PGS, UGS, UAS）
- 高圧交流気中負荷開閉器 (AS)
  - 限流ヒューズ付き高圧交流気中負荷開閉器
- 高圧交流真空負荷開閉器 (VS)
- 高圧交流ガス負荷開閉器 (GS)

#### 低圧交流負荷開閉器
- 電磁開閉器 (Electromagnetic Switch) - 電磁接触器 (Electromagnetic Contact) と熱動式過電流リレー (Thermal Relay) を組み合わせたもの

#### スイッチギヤ
開放型・閉鎖型問わず開閉器ユニットのことをスイッチギヤと言うが、日本においては特に金属箱に収めた開閉装置のことをスイッチギヤと呼んでいる。

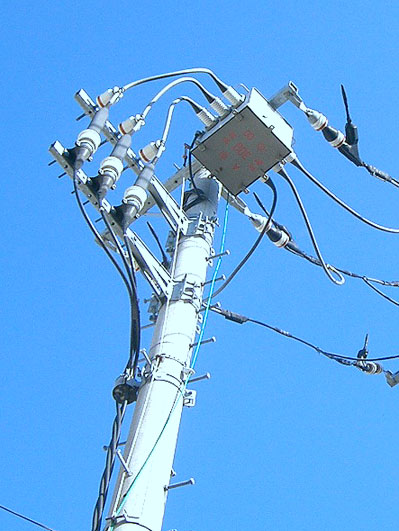
柱上設置の区分開閉器
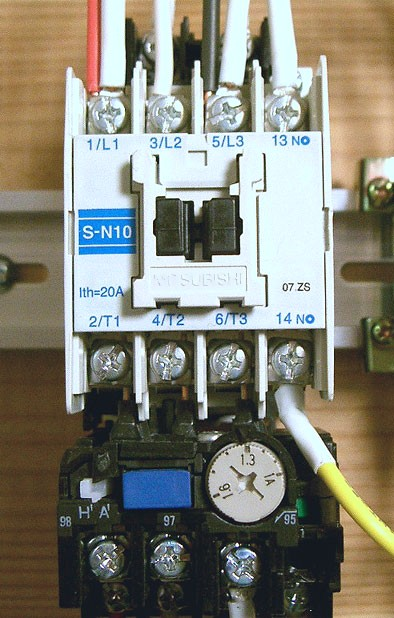
電磁開閉器（電磁接触器＋熱動式過電流リレー）

## スイッチ

### 種類

#### 配電用
- タンブラスイッチ
- 中間スイッチ
- 埋め込みスイッチ…部屋の入口付近の壁面に埋め込んだスイッチ。

それぞれに、片切（かたきり、Single Pole）スイッチ、両切（りょうぎり、Double Pole）スイッチがある。
片切スイッチは負荷に繋がる2本の電源線のうち片方を開閉するものであり、日本の屋内配電で一般的に使用される。内線規程では、必ず電源の電圧側極に挿入することと定められている。
両切スイッチは負荷に繋がる2本の電源線を両方同時に開閉するものであり、商用電源電圧が200Vを超えるヨーロッパの屋内配電で利用されるほか、日本の屋内配電では浴室や洗面所など湿気の多い場所の負荷を開閉するスイッチや、オフィスの200V照明回路などに使用することが推奨されている。
他に、端子0と端子1、端子0と端子2の接続を切り替える「三路スイッチ」、端子1と端子3・端子2と端子4、端子1と端子4・端子2と端子3の接続を切り替える「四路スイッチ」がある。

#### 電子機器用
- トグルスイッチ・スナップスイッチ
- タクティルスイッチ・タクタイルスイッチ - タクトスイッチはアルプスアルパインの登録商標
- 押しボタンスイッチ
- スライドスイッチ
- ロータリースイッチ
- マイクロスイッチ
- ディップスイッチ
- リードスイッチ（英語版） - 磁石でオン・オフを行うもの
- 水銀スイッチ - 水銀を封入し、向きを変えることでオン・オフを行うもの →水銀の環境汚染のため既に製造中止
- キースイッチ - 鍵でオン・オフを行うもの
- アナログスイッチ（トランスミッションゲート）
- 高周波スイッチ (RFスイッチ)
- メンブレンスイッチ - 家電などでよく使われている、膜のように薄いスイッチ
- 静電容量スイッチ
- リミットスイッチ
- 近接スイッチ
- 光電スイッチ
- 圧力スイッチ
- 温度スイッチ
- オープンコレクタ - トランジスタのスイッチ

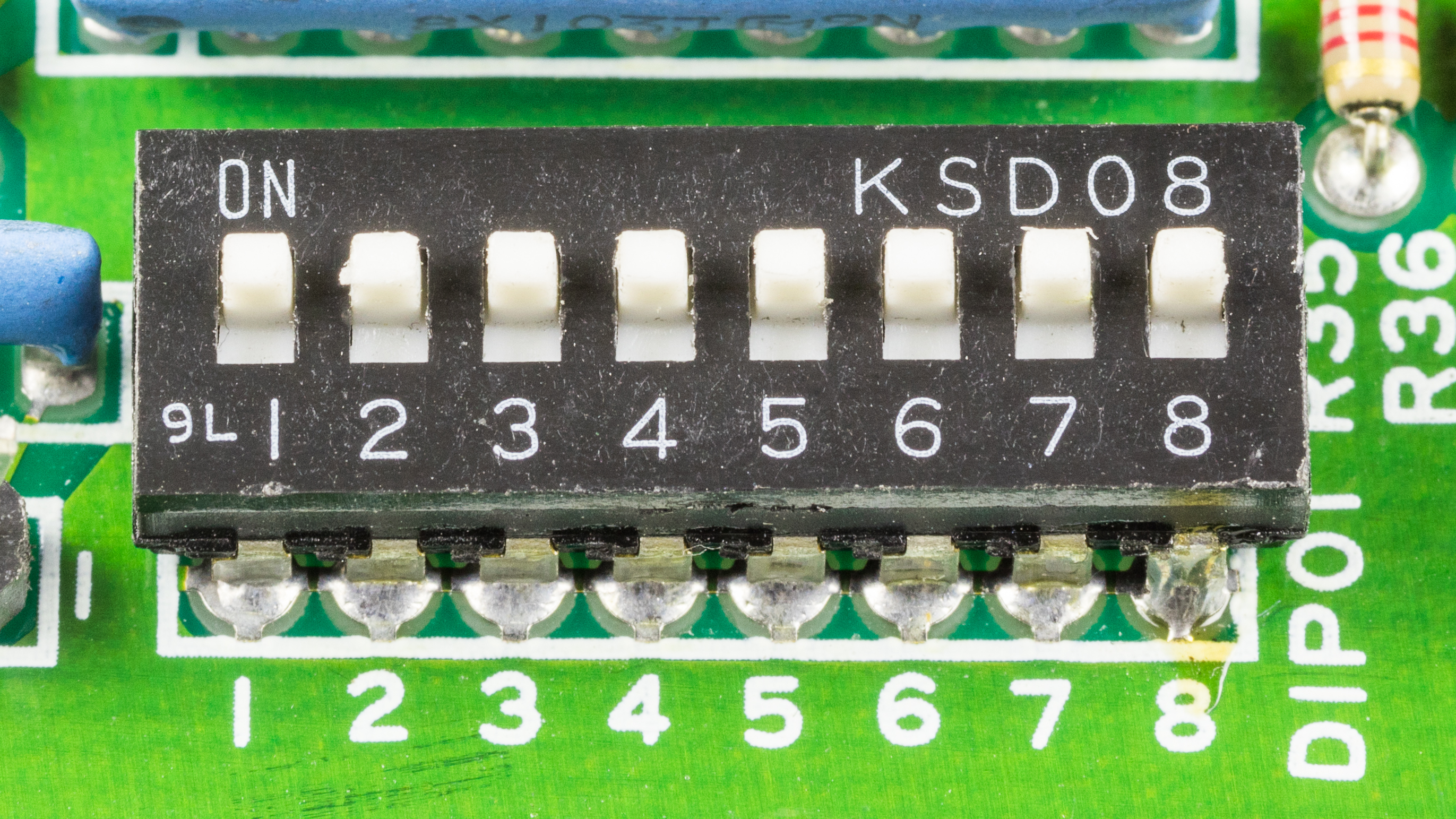
ディップスイッチ
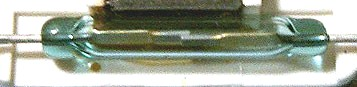
リードスイッチ
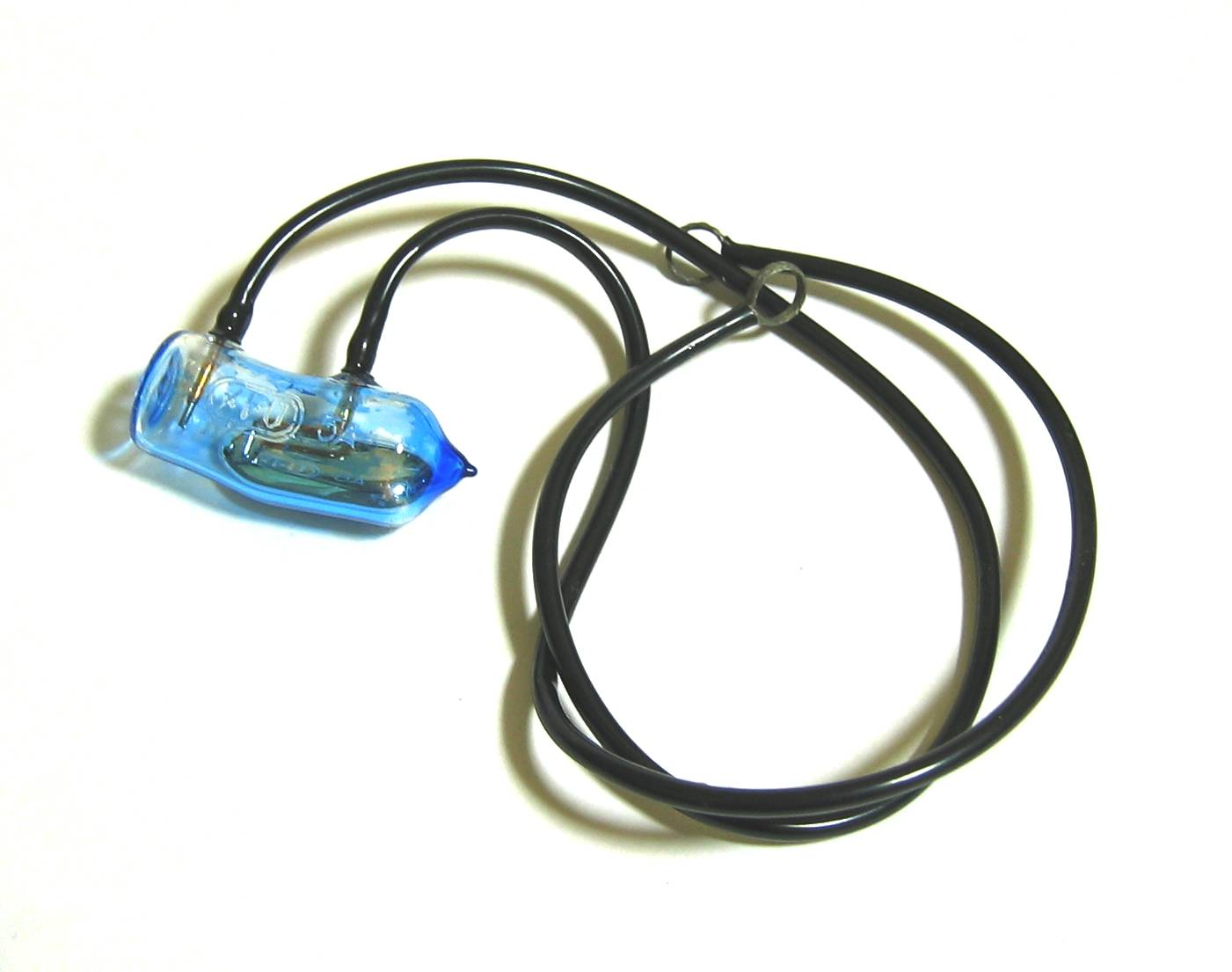
水銀スイッチ
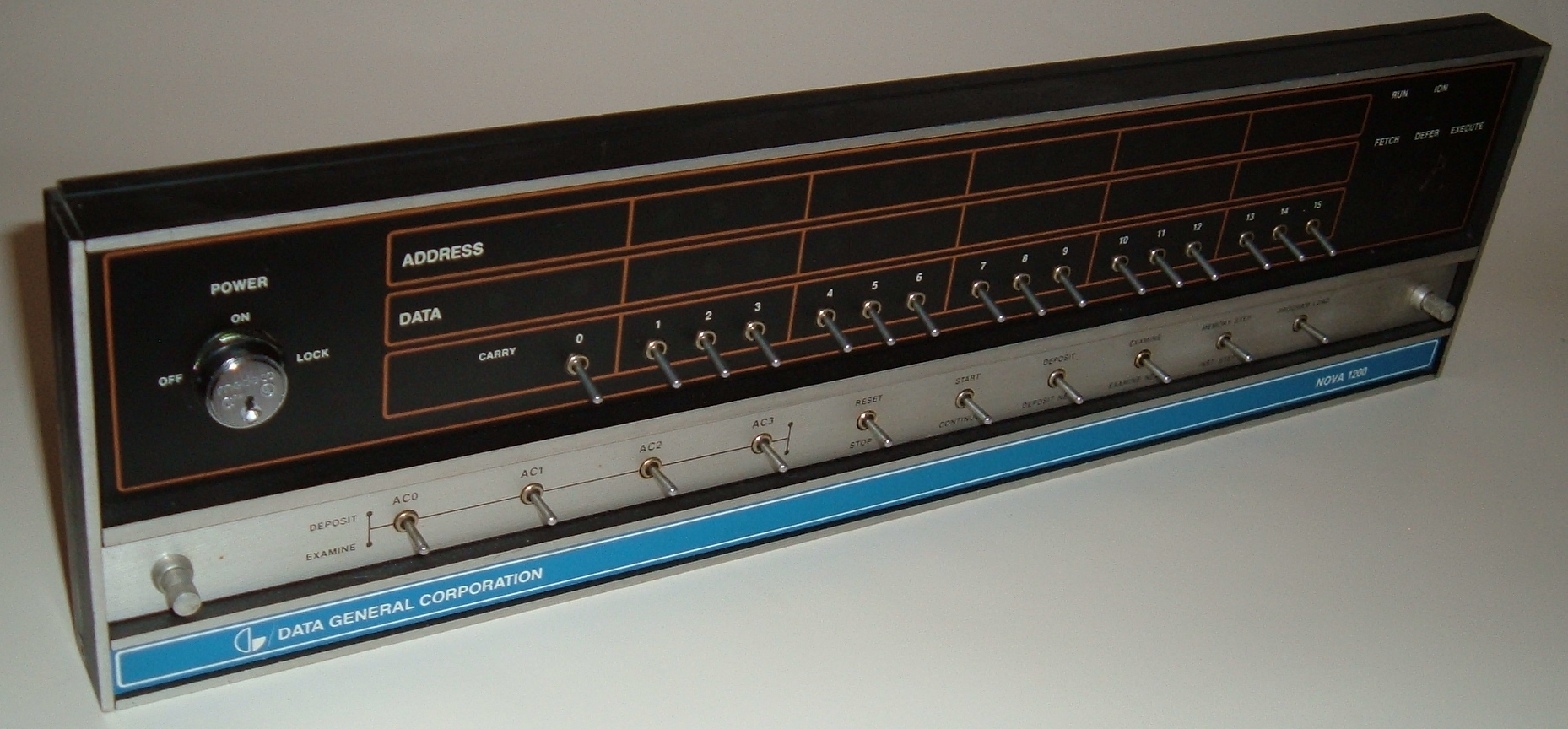
トグルスイッチ

### 日本のスイッチメーカー
- アルプスアルパイン
- パナソニック株式会社
- SMK株式会社
- NKKスイッチズ株式会社

## 開閉器に関する主な事故
- 1973年9月4日 - 東京都墨田区の電柱に落雷。柱上にあった開閉器の底が抜け、燃える絶縁油が周囲に飛散して9人が重軽傷。事故前から真空構造の開閉器への交換が順次進められていたが間に合わなかった形となった[4]。